# یوری بوغوسیان
یوری واغارشاکی بوغوسیان (ارمنی: Յուրի Վաղարշակի Պողոսյան)؛ زاده۸ آوریل ۱۹۶۱ – درگذشته ۱۲ ژوئن ۱۹۹۲) یک فرد نظامی جنگجوی آزادی اهل ارمنستان بود. وی یکی از فرماندهان نظامی در طی جنگ قره‌باغ بود.

## زندگی‌نامه
وی در ۸ آوریل ۱۹۶۱ در کوتوفو، استان ولگوگراد به دنیا آمد. وی همچنین برندهٔ جوایزی همچون قهرمان آرتساخ و قهرمان ملی ارمنستان شد. وی در ۱۲ ژوئن ۱۹۹۲ در سن ۳۱ سالگی در ناخیجوانیک، استان آسکران، جمهوری آرتساخ کشته شد.